# حملاوي محمد
حملاوي محمد المدعو موسطاش ابن التوهامي (مواليد 1925) مجاهد جزائري كان من مجاهدي ناحية مسكيانة التابعة للمنطقة الرابعة بالولاية الأولى. ولد ببئر عباس الواقع شرق عين الطويلة في وسط أسرة فقيرة الحال تمتهن الفلاحة كمصدر وحيد لعيشها. حفظ ماتيسر من القرآن الكريم. التحق بصفوف جيش التحرير الوطني عام 1955 ضمن مجموعة تنشط تحت قيادة الشهيد لحسن مرير. شارك في عدة مواجهات ومناوشات مع العدو بشعبة لعقاب بعين أحجر القديمة في شهر مارس 1956 وفي عام 1956 انتقل إلي جبل الجرف بالمنطقة السادسة التابعة للولاية الأولى حيث شارك في معركة جبل الجرف.
وفي عام 1957 انتقل إلى جبل المسلولة بالمنطقة الرابعة حيث شارك في معركة المسلولة الشهيرة التي استعمل فيها العدو المقنبلات (ب26) إلى جانب الدبابات والمصفحات والتي استشهد خلالها محمد حملاوي المدعو موسطاش رفقة: لزهر طبيب، الطاهر بلعيدي، الطاهر حملاوي ومحمد مروان. كلهم من عين الطويلة.